# Česma
Česma (in russo Чесма?) è un villaggio della Russia che appartiene all'oblast' di Čeljabinsk; è il centro amministrativo del rajon Česmenskij.
Si trova 214 km a nord di Čeljabinsk.